# Euonymus actinocarpus
Euonymus actinocarpus är en benvedsväxtart som beskrevs av Ludwig Eduard Theodor Loesener. Euonymus actinocarpus ingår i släktet Euonymus och familjen Celastraceae. Inga underarter finns listade.